# Mercedariánští světci
Toto je přehled osob uctívaných Řádem mercedariánských rytířů pro jejich svátost či mučednictví a sami byli členy tohoto řádu. 
Většina osob uvedených v tomto seznamu nebyly oficiálně svatořečeni, blahořečeni ani nebyli prohlášeni ctihodnými. Osoby u kterých byl oficiálně zahájen proces beatifikace, kanonizace je uvedena poznámka; proces kanonizace.

## Svatí

### Mučedníci z Damietty
Tři mercedariánští laičtí rytíři kteří pomáhali ve 13. století osvobozovat křesťany z područí Muslimů. Během 7. Křížové vypravě zachvátil křesťanskou armádu mor, titul tři rytíři se rozhodli starat o nemocné. V tomto období je zajali Muslimové a odvedli je do města Damietta (Egypt). Zde byli nuceni konvertovat k Islámu, oni však odmítli. Proto byly po krutém mučení shozeni z věže.
Jejich svátek řád slaví 11. června.

### Mučedníci z Francie
Osmačtyřicet Mercedariánů umučených roku 1563 ve městě Linguadoca (Francie) Hugenoty za oddanost katolické církvi.
Jejich svátek řád slaví 23. dubna.

### Mučedníci z Maleville
Padesát Mercedariánů umučených roku 1563 v obci Maleville (Francie) Hugenoty za oddanost katolické církvi.
Jejich svátek řád slaví 15. května.

### Alexandr ze Sicílie
Pocházel ze Sicílie.  Do kláštera vstoupil v Palermu a později byl přeřazen do kláštera v Bonaria. Byl vyslán na misií do Afriky aby vykoupil otroky. Roku 1317 byl v Tunisu králem Muleyem Maometem upálen zaživa za svou víru.
Jeho svátek řád slaví 1. dubna.

### Alfons ze Sevilly
Narodil se v Andalusii a byl vychováván v křesťanské víře. V mladí vstoupil do kláštera Mercedariánů v Seville. Poté působil jako představený v klášterech v Uncastillu a Sanguese. 
Král Jan II. Aragonský jej nazval poctivým a hluboce věřícím.
Zemřel roku 1495 na cestě do Barcelony, poblíž Léridy při modlitbě u kříže. Pohřben byl v katedrále v Léridě.
Jeho svátek řád slaví 14. dubna.

## Blahoslavení

### Deset otců Mercedariánů
Deset otců Mercedariánů uctívaných pro jejich svatost. 
- Arnaldo de Querol
- Berengario Pic
- Bernardo de Collotorto
- Domenico de Ripparia
- Giovanni de Mora
- Guglielmo Pagesi
- Lorenzo da Lorca
- Pietro Serra
- Raimondo Binezes
- Sancio de Vaillo

Jejich svátek řád slaví 9. prosince. 

### Jedenáct laických rytířů
Jedenáct laických rytířů kteří prosluli svým učením, láskou a svátostí života. Ochraňovali katolickou víru proti Saracénům.
- Berengario Rosselli
- Raimondo Rigald
- Guglielmo de Rubeis
- Guglielmo de Olesa
- Guglielmo da Monteblanco
- Giovanni de Exea
- Perpignano de Cortsavino
- Bernardo de Calderis
- Mattia da Balaguer
- Raimondo da Burgos
- Michele de Lizama

Jejich svátek řád slaví 23. listopadu.

### Sedm mercedariánských rytířů
Sedm mercedariánských rytířů kteří bojovali proti nepřátelům Katolické církve ve 13. století.
- Bernardo de Podio
- Giacomo de Copons
- Giovanni de Bruquera
- Guglielmo de Sa
- Pietro Boguer
- Pietro Ricart
- Raimondo de Frexa

Jejich svátek řád slaví 13. prosince.

### Mučedníci z Béziers
Dvacet Mercedariánů umučených roku 1562 v klášteře v Béziers (Francie) Hugenoty za oddanost katolické církvi. 
Jejich svátek řád slaví 23. května.

### Mučedníci z Riscaly
Dvacet Mercedariánů umučených v 16. století ve městě Riscala (Francie) Hugenoty za oddanost katolické církvi. Pocházeli z konventu Svaté Marie. 
Jejich svátek řád slaví 9. května.

### Anežka, Magdalena, Kateřina, Bianca a Marianna
Mercedariánské řeholnice v klášteře Nanebevzetí v Seville (Španělsko). Jsou uctívání pro jejich výrazný kontemplativní život a svatost.
Jejich svátek řád slaví 7. října. 

### Augustina od Nanebevzetí Panny Marie
Řeholnice v klášteře Nanebevzetí Panny Marie v Seville, kde se každý den modlila k Pánu za obrácení hříšníků. Během svého života se jí mnohokrát zjevovala Panna Marie.
Její svátek řád slaví 3. října.

### Augustin z Revengy
Pocházel z vážené rodiny a po čase vstoupil k mercedariánským rytířům. Vynikal prací a ctnostmi. V klášteře Neposkvrněného početí v Alcale byl slavným teologem a od roku 1545 rektorem. Většinu dní ve svém životě se postil, spal na zemi a téměř celou noc strávil v modlitbě a rozjímání. Zemřel roku 1569 a jeho tělo bylo pohřbeno v kostele téhož kláštera.
Jeho svátek řád slaví 9. prosince.

### Alfons z Burgosu
Vstoupil do kláštera sv. Kateřiny v Toledu. Později byl poslán na misii do Afriky, kde vykoupil 159 otroků z vězení, kteří trpěli v područí Muslimů. Poté se vrátil zpět do Toleda. Zemřel roku 1381.
Jeho svátek řád slaví 23. září.

### Alfons z Cusca
Byl laickým bratrem v klášteře sv. Jana Lateránského v Arequipě (Peru). Vynikal velkou svatostí a zázraky. Zemřel v klášteře v den který si předpověděl.
Jeho svátek řád slaví 22. září.

## Ctihodní

### Adrián Blanco
Mercedariánský kněz z kláštera Svaté Marie v El Puig (Španělsko), který vynikal svou pokorou a trpělivostí. Třicet let snášel své ochrnutí těla kvůli lásce ke Kristu. Byl nazýván novým Jóbem. Zemřel ve svém konventu.
Jeho svátek řád slaví 15. dubna.

### Alfons ze Sotomayor
Narodil se v Andalusii a od dešti získal silné křesťanské vzdělání. Byl 45. Generálním mistrem Řádu Mercedariánů (1652-1657). Založil 
kostel La Mercede v Paříži a nechal obnovit klášter sv. Hadriána v Římě. 
Stal se arcibiskupem v Arborea na Sardinii a později biskupem v Barceloně. Je znám pro své ctnosti a zázraky. Zemřel 10. června 1682 v Barceloně.
Jeho svátek řád slaví 1. července.